# HD 49591
HD 49591，又名CD-37 3080，SAO 197215、HR 2518，是一颗恒星，视星等为5.26，位于銀經247.37，銀緯-17.02，其B1900.0坐标为赤經6h 43m 56s，赤緯-37° -17.02′ 9″。